# Schreckensee (See)
Der Schreckensee ist ein Stillgewässer im Gebiet der baden-württembergischen Gemeinde Wolpertswende im Landkreis Ravensburg in Deutschland.

## Lage und Größe
Wie die in der Nähe liegenden Buch- und Vorsee entstand der Schreckensee gegen Ende der letzten Eiszeit vor rund 16.000 Jahren als Schmelzwassersee. Der erstmals im Jahre 1090 in einer Schenkungsurkunde an das Kloster Weingarten erwähnte See liegt zwischen Blitzenreute und Altshausen sowie den Weilern Schreckensee und Vorsee an der Bundesstraße 32 auf einer Höhe von 568 m ü. NHN, in dem nach ihm benannten Naturschutzgebiet „Schreckensee“ (FFH-Gebiet) und ist in Besitz des Landes Baden-Württemberg.
Die Größe des Seebeckens beträgt heute noch 30,2 Hektar (zum Vergleich 1937: 40,4 Hektar), die Länge und Breite etwa je 700 Meter. Seine maximale Tiefe liegt bei 12,2 Meter. Mit einer durchschnittlichen Wassertiefe von 7,1 Metern ergibt sich Seevolumen von 2.138.000 Kubikmetern. Das Einzugsgebiet des Schreckensees umfasst etwa 615 Hektar; davon sind 45 Prozent Wälder und 34 Prozent für die Landwirtschaft genutzte Flächen. Die Uferlänge beträgt rund 2.600 Meter.
Die Hauptzuflüsse des Schreckensees sind der Vorsee- und Schreckenseebach, der Abfluss erfolgt über den Schreckenseebach, die Booser Ach und die Schussen in den Bodensee und damit in den Rhein und in die Nordsee.

## Ökologie
|                               |        | Schreckenseebach | Vorseebach |
| ----------------------------- | ------ | ---------------- | ---------- |
| o-PO4-Phosphor                | (µg/l) | 9,00             | 24,00      |
| Gesamt PO4-Phosphor           | (µg/l) | 67,00            | 95,00      |
| anorg. Gesamt-Stickstoff      | (mg/l) | 2,77             | 1,10       |
| Nitrat-Stickstoff             | (mg/l) | 2,51             | 0,70       |
| Jahresdurchschnittswerte 2004 |        |                  |            |

|                          |        | 1989  | 1994  | 1998  | 1999  | 2004  | 2010  | 2015  | 2020  |
| ------------------------ | ------ | ----- | ----- | ----- | ----- | ----- | ----- | ----- | ----- |
| Gesamt PO4-Phosphor      | (µg/l) | 61,00 | 38,00 | 50,00 | 50,00 | 48,00 | 47,00 | 44,00 | 32,00 |
| anorg. Gesamt-Stickstoff | (mg/l) | 0,85  |       |       | 0,72  | 0,58  |       |       |       |
| Chlorophyll a            | (µg/l) | 6,30  | 9,90  |       |       | 20,00 |       |       |       |
| Chlorophyll a-Spitze     | (µg/l) | 14,00 | 16,00 |       |       | 28,00 |       |       |       |
| Sichttiefe               | (m)    |       | 2,20  |       |       | 2,00  |       |       |       |
| Trophiestufe             |        |       |       |       |       |       |       |       | m     |
| Jahresdurchschnittswerte |        |       |       |       |       |       |       |       |       |

Mit Hilfe des Aktionsprogramms zur Sanierung Oberschwäbischer Seen wurde die Planung von Extensivierungsmaßnahmen durch- und seit 1993 umgesetzt.

### Flora
Im See wachsen die Weiße Seerose (Nymphaea alba), die als typische Vertreterin der Schwimmblattpflanzen gilt, und die Gelbe Teichrose (Nuphar lutea). Als Lebensraum bevorzugen die in Deutschland geschützten Pflanzen stehende oder träge fließende Gewässer, die einen humosen Schlammboden aufweisen. Auch das Ährige Tausendblatt (Myriophyllum spicatum), es wächst recht häufig in Tauchblattgesellschaften eutropher, aber nicht belasteter, eher kalkhaltiger, stehender Gewässer mit schlickigem Untergrund, ist zu finden. Des Weiteren leben Blaualgen im Schreckensee.

### Fauna
Bis 1991 waren unter anderem Aal, Barsch, Hecht, Karpfen, Rotauge, Rotfeder, Schleie, Ukelei, Wels und Zander im See vorhanden. Aus der schützenswerten Tierwelt sind folgende Vogelarten (Auswahl) zu nennen: Bekassine, Blässralle, Haubentaucher, Lachmöwe, Rohrammer, Teichrohrsänger, Zwergdommel und Zwergschnepfe.

## Sonstiges
Auf der Halbinsel im Schreckensee wurde 1921 von Heinrich Forschner, einem Biberacher Zahnarzt und Amateurprähistoriker, eine vorgeschichtliche Moorsiedlung (steinzeitliche Pfahlbauten) entdeckt. In der Folgezeit geriet die genaue Lage der Siedlung in Vergessenheit, erst bei Grabungen durch das Landesdenkmalamt 1979 und 1983/84 wurden deren Reste ergraben und Gegenstände der so genannten Pfyn-Altheimer Gruppe gefunden, die ein räumliches Bindeglied zwischen der Pfyner Kultur (Schweiz/Bodensee) und der Altheimer Kultur an der Iller darstellt. Die Fundstelle ist Teil des UNESCO-Weltkulturerbes „Prähistorische Pfahlbauten um die Alpen“.